# Élections législatives de 1946 dans le territoire de Madagascar et des Comores
Les élections législatives françaises de 1946 se tiennent le 10 novembre. Ce sont les premières élections législatives de la Quatrième république, après l'adoption lors du référendum du 13 octobre d'une nouvelle constitution.

## Mode de scrutin
L'Assemblée nationale est composée de 618 sièges pourvus au scrutin proportionnel plurinominal suivant la règle de la plus forte moyenne dans le cadre départemental, sans panachage. 
Le vote préférentiel est admis, en inscrivant un numéro d'ordre en face du nom d'un, de plusieurs ou de tous les candidats de la liste. Mais l'ordre ne pourra être modifié que si au moins la moitié des suffrages portés sur la liste est numéroté. Dans les faits les modifications ne dépasseront jamais les 7%.
Dans le Territoire d'outre-mer de Madagascar et dépendances, six députés sont à élire, soit un de plus que lors de la constituante élu le 2 juin.
La constitution garde l'ancien système à double collège. Lors des constituantes, deux circonscriptions avaient été découpés, une regroupant le centre et l'est, l'autre ouest et sud de Madagascar. Elles sont conservées pour les deux sièges réservés au premier collège, qui représente les citoyens français (les Colons dans une écrasante majorité).
Pour le second collège, qui regroupe les élites autochtones, le territoire est nouvellement divisé en trois circonscriptions.

## Élus
| Député sortant      | Parti | Parti    | Député élu ou réélu   | Parti | Parti       |
| ------------------- | ----- | -------- | --------------------- | ----- | ----------- |
| Premier Collège     |       |          |                       |       |             |
| Jules Castellani    |       | UDSR     | Jules Castellani      |       | UDSR-Gaull. |
| Pierre Rossignol    |       | Act° fr. | Roger Duveau          |       | MRP         |
| Second Collège      |       |          |                       |       |             |
| Joseph Ravoahangy   |       | MDRM     | Joseph Ravoahangy     |       | MDRM        |
| Joseph Raseta       |       | MDRM     | Joseph Raseta         |       | MDRM        |
| Siège créé          |       |          | Jacques Rabemananjara |       | MDRM        |
| Comores             |       |          |                       |       |             |
| Saïd Mohamed Cheikh |       | UDSR     | Saïd Mohamed Cheikh   |       | UDSR        |

## Résultats

### Premier Collège (1recirconscriptionCentre et Est)
|          | UDSR     | Jules Castellani * | 2 971  | 57,46  |  |  |
|          | MRP      | Joseph Sanglier    | 1 877  | 36,29  |  |  |
|          |          | Léo Dijoux         | 207    | 4,00   |  |  |
|          | Act° fr. | Gaëtan Brunet      | 116    | 2,24   |  |  |
|          |          |                    |        |        |  |  |
| Inscrits | Inscrits | Inscrits           | 13 811 | 100,00 |  |  |
| Votants  | Votants  | Votants            | 5 339  | 38,66  |  |  |
| Exprimés | Exprimés | Exprimés           | 5 172  | 96,87  |  |  |

### Premier Collège (2ecirconscriptionOuest et Sud)
|          | MRP      | Roger Duveau             | 1 717 | 46,58  |  |  |
|          | Act° fr. | Pierre Rossignol         | 880   | 23,87  |  |  |
|          | MRP      | Maurice-Fernand Descomps | 830   | 22,52  |  |  |
|          |          | Jean Salicetti           | 220   | 5,97   |  |  |
|          |          | Henri Dupuy              | 39    | 1,06   |  |  |
|          |          |                          |       |        |  |  |
| Inscrits | Inscrits | Inscrits                 | 7 233 | 100,00 |  |  |
| Votants  | Votants  | Votants                  | 3 755 | 51,92  |  |  |
| Exprimés | Exprimés | Exprimés                 | 3 686 | 98,16  |  |  |

### Second Collège (1recirconscriptionCentre)
|          | MDRM     | Joseph Ravoahangy         | 44 101 | 88,45  |  |  |
|          |          | Édouard Ralaimihoatra     | 5 718  | 11,47  |  |  |
|          |          | Andriamorazafy d'Argenson | 35     | 0,07   |  |  |
|          |          | Jean-Baptiste Rambeloson  | 8      | 0,02   |  |  |
|          |          |                           |        |        |  |  |
| Inscrits | Inscrits | Inscrits                  | 99 102 | 100,00 |  |  |
| Votants  | Votants  | Votants                   | 50 199 | 50,65  |  |  |
| Exprimés | Exprimés | Exprimés                  | 49 862 | 99,53  |  |  |

### Second Collège (2ecirconscriptionOuest)
|          | MDRM     | Jacques Rabemananjara | 28 227 | 68,99  |  |  |
|          | PADESM   | Pascal Velonjara      | 12 619 | 30,84  |  |  |
|          |          | Divers                | 67     | 0,16   |  |  |
|          |          |                       |        |        |  |  |
| Inscrits | Inscrits | Inscrits              | 81 800 | 100,00 |  |  |
| Votants  | Votants  | Votants               | 41 971 | 51,31  |  |  |
| Exprimés | Exprimés | Exprimés              | 40 913 | 97,48  |  |  |

### Second Collège (3ecirconscriptionCôte Est)
|          | MDRM     | Joseph Raseta *  | 21 745 | 52,84  |  |  |
|          | PADESM   | Félix Totolehibe | 19 014 | 46,20  |  |  |
|          |          | Robert Rabehasy  | 394    | 0,96   |  |  |
|          |          |                  |        |        |  |  |
| Inscrits | Inscrits | Inscrits         | 54 983 | 100,00 |  |  |
| Votants  | Votants  | Votants          | 41 871 | 76,15  |  |  |
| Exprimés | Exprimés | Exprimés         | 41 153 | 98,29  |  |  |

### Comores (Collège unique)
|          | UDSR     | Saïd Mohamed Cheikh * | 5 526 | 99,32  |  |  |
|          |          |                       |       |        |  |  |
| Inscrits | Inscrits | Inscrits              | 8 270 | 100,00 |  |  |
| Votants  | Votants  | Votants               | 5 564 | 67,28  |  |  |
| Exprimés | Exprimés | Exprimés              | 5 526 | 99,32  |  |  |